# Usine Avco de Stratford
L'usine Avco de Stratford est un important site industriel de la ville de Stratford, dans le Connecticut (États-Unis). Dans cette usine, des avions ont été construits de 1929 à 1949 par Sikorsky et Vought. À partir de 1951, Avco y a fabriqué des moteurs d'avions, des moteurs d'hélicoptères et enfin des moteurs de chars de combat pour le complexe militaro-industriel des États-Unis. L'usine a été définitivement fermée en 1998.

## Chronologie
- 1923 : Igor Sikorsky établit un premier atelier à Long Island.
- 1929 : Sikorsky Aviation Corporation crée une usine à Stratford.
- 1929 : Sikorsky Aviation Corporation filiale de United Aircraft and Transport Corporation.
- 1934 : Sikorsky Aviation devient une division de United Aircraft Corporation.
- 1939 : Chance Vought rejoint Sikorsky Aviation dans l'usine de Stratford, propriété de l'US Navy, devenant la division Vought-Sikorsky de United Aircraft Corporation.
- 1943 : séparation de Chance Vought et Sikorsky Aircraft, qui s'installe à Bridgeport.
- 1948 : Vought Aircraft quitte Stratford pour Dallas (Texas).
- 1949 : fermeture de l'usine de Stratford.
- 1951 : l'US Air Force achète l'usine ; Avco Corporation commence la production de moteurs d'avions conçus par sa division Lycoming Engines.
- 1969 : apogée de l'usine Avco, qui fabrique des moteurs d'hélicoptères.
- 1978 : début de la production de moteurs pour les chars M1 Abrams. L'usine renommée Stratford Army Engine Plant est géré par une division du United States Army Materiel Command.
- 1984 : Textron Corporation rachète Avco Corporation.
- 1994 : reprise de l'activité Avco de Stratford par Allied Signal Engines, une division de Allied Signal Inc.
- 1998 : fermeture définitive de la Stratford Army Engine Plant.

## Histoire

### Sikorsky
Igor Sikorsky fonda la Sikorsky Aero Engineering Corporation avec plusieurs associés en 1923, près du terrain d'aviation Roosevelt Field, à Long Island. Grâce à des surplus militaires, il réalisa un premier appareil, le S-29A, qui vola pour la première fois en 1924. L'année suivante, la société était devenue la Sikorsky Manufacturing Corporation, qui mit au point plusieurs nouveaux modèles, dont le S-34, premier d'une série d'hydravions.

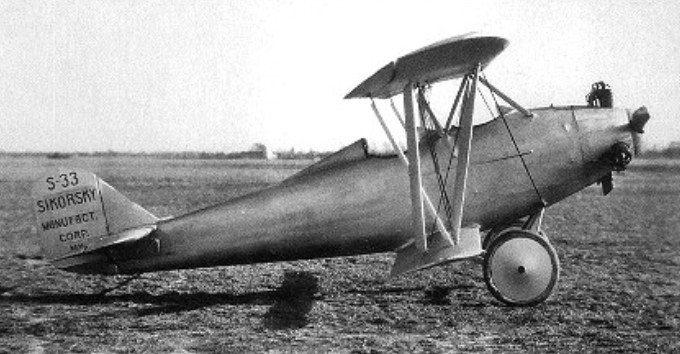
Le Sikorsky S-33 Messenger.
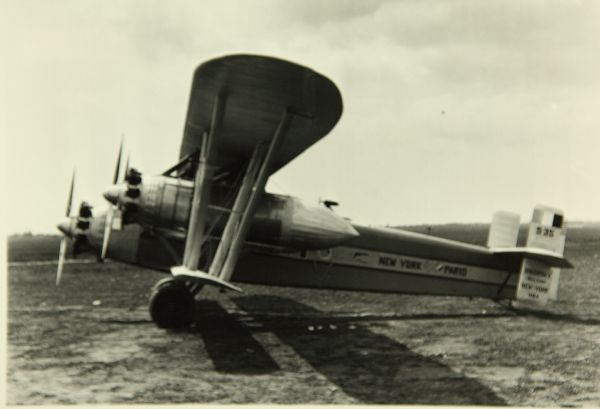
Le Sikorsky S-35.

Le trimoteur S-35, terminé en août 1925, s'écrasa avant une tentative de traversée de l'océan Atlantique avec comme pilote René Fonck, un as de la Première Guerre mondiale. Après que Fonck eut été devancé par Charles Lindbergh, le bimoteur S-37 fut vendu à une compagnie aérienne. D'une capacité de huit places, le S-36 fut le premier avion amphibie abouti de Sikorsky et il entra en service chez Pan American Airways en 1928.
La même année volait le S-38, d'une capacité de neuf passagers, qui fut commandé par dix compagnies aériennes et l'US Navy. Le colonel Lindbergh inaugura avec cet appareil une liaison postale entre les États-Unis et la Zone du Canal de Panama en 1929. Le succès commercial du S-38 fit changer le nom du constructeur, qui devint Sikorsky Aviation Corporation et s'installa à Stratford, sur les bords du fleuve Housatonic, dans le Connecticut. La même année, l'entreprise entrait dans la United Aircraft and Transport Corporation, une holding qui regroupait Boeing, Pratt & Whitney, Hamilton Aero, Chance Vought et plusieurs compagnies aériennes.

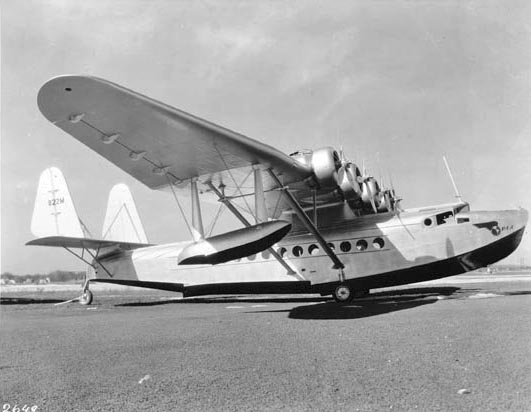
Le Sikorsky S-42.

Dans les années 1930, Sikorsky conçut et fabriqua plusieurs hydravions. Le S-40 American Clipper était destiné au transport de passagers et vola en 1931. Plus grand et d'un meilleur rendement, le S-42 Clipper vola en 1934 ; la Pan American l'employa sur de nouvelles lignes aériennes à travers l'océan Pacifique et l'Atlantique Nord. Plus petit, le S-43 volait avec succès sur des trajets plus courts. Cette série d'hydravions culmina avec le VS-44A Excalibur, un appareil à long rayon d'action, d'une capacité de 40 passagers. En 1934, la United Aircraft and Transport Corporation fut remplacée par la United Aircraft Corporation, dont Sikorsky Aircraft devint une simple « division ».
Souffrant durablement de la Grande Dépression, United Aircraft décida en 1938 de mettre un terme à la production de la division Sikorsky, mais accorda avec une étonnante clairvoyance à Igor Sikorsky un petit budget ainsi qu'une équipe pour travailler à Stratford sur le développement d'hélicoptères. Sikorsky put ainsi se consacrer à plein temps à sa passion. Le 14 septembre 1939, un hélicoptère, le Vought-Sikorsky 300 (VS-300), décolla avec Igor Sikorsky aux commandes. Des essais de vol libre commencèrent l'année suivante et après de multiples modifications, l'appareil était au point à la fin de 1941.

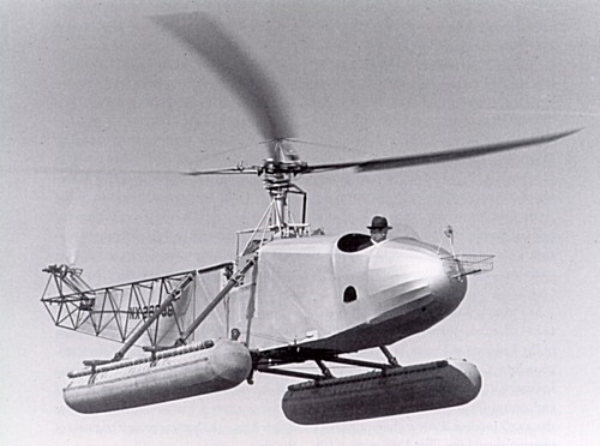
Le VS-300.

### Chance Vought
En 1939, Sikorsky Aviation partagea son usine de Stratford alors sous-utilisée avec Chance Vought Aircraft. Les deux filiales de United Aircraft Corporation fusionnèrent le 1er avril 1939, devenant la Vought-Sikorsky Aircraft Division de United Aircraft. Depuis 1930, Chance Vought possédait une usine à East Hartford, en bordure du terrain d'aviation Rentschler Field. Cette usine, distante de 75 km de Stratford, était prise en sandwich entre le motoriste Pratt & Whitney et le fabricant d'hélices Hamilton Standard, deux autres filiales de United Aircraft, dont les activités en pleine expansion exigeaient davantage d'espace.
D'importantes extensions et améliorations furent apportées à l'usine de Stratford, qui se consacra principalement à la fabrication de chasseurs pour l'US Navy. La production des hydravions VS-44A Excalibur cessa le 23 juin 1942 après la livraison du troisième exemplaire. Par ailleurs, le développement de prototypes d'hélicoptères pour l'armée, unique activité d'Igor Sikorsky, exigeait une organisation particulière si bien qu'en janvier 1943 la division Vought-Sikorsky fut scindée en deux : à Stratford demeura la division Chance Vought tandis que la division Sikorsky Aircraft fut transférée à Bridgeport (Connecticut), à quelques kilomètres de là. L'effectif de l'usine de Stratford passa de 4 450 salariés en 1940 à 13 500 en 1943. Plusieurs appareils y furent construits pour l'US Navy.
Le SB2U-3 Vindicator fut le premier avion que Vought fabriqua à Stratford. Un lot de 50 appareils commandés par la France, sous la désignation de V-156-F, fut finalement livré au Royaume-Uni avec des modifications mineures et une nouvelle désignation : V-156-B1 Chesapeake. Sur un total de 245 appareils construits, l'usine de Stratford en livra 57, le dernier en 1942.
Le OS2U Kingfisher était un avion d'observation, conçu à East Hartford, où un prototype vola en 1938. La production débuta à Stratford en 1940, mais fut poursuivie à la Naval Aircraft Factory de Johnsville (Pennsylvanie) pour faire de la place à la fabrication du Corsair.

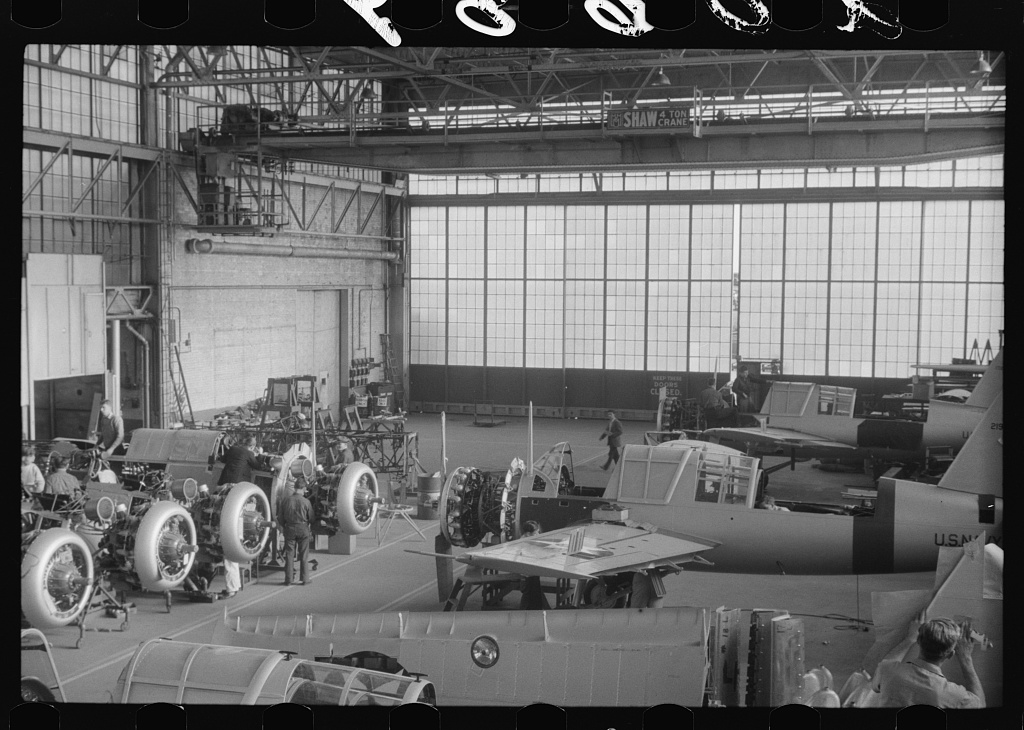
Construction des Vought OS2U Kingfisher à l'usine de Stratford en 1940.
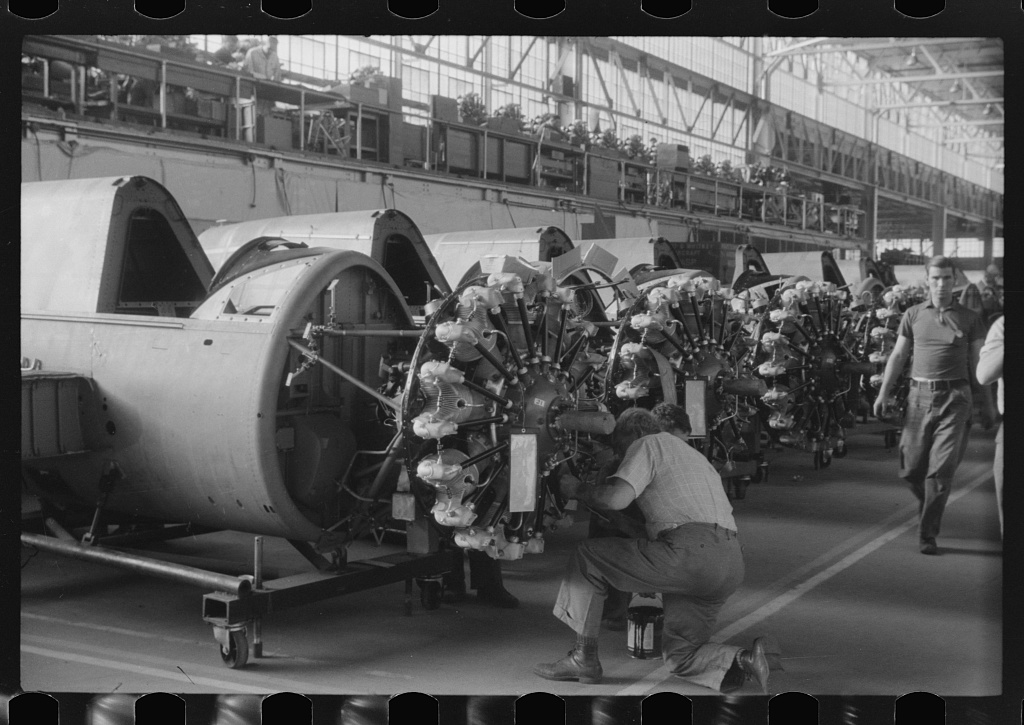
Montage des moteurs Pratt & Whitney R-985 "Wasp Junior" sur les Vought OS2U Kingfisher en 1940.
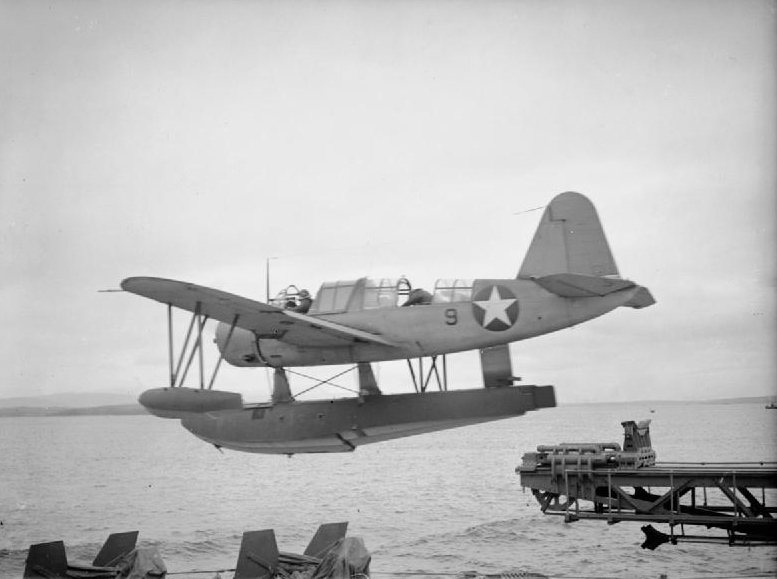
Un OS2U catapulté depuis l'USS Souh Dakota en 1943.

Le F4U-1 Corsair avait été conçu à East Hartford par Chance Vought, sous la direction de l'ingénieur en chef Rex. B. Beisel. Le premier modèle expérimental, fabriqué à Stratford, effectua son premier vol le 29 mai 1940 et une première commande fut passée quelques jours plus tard. À la fin de 1942, 178 appareils avaient été acceptés par la Navy. En 1943, Charles Lindbergh, ami proche d'Igor Sikorsky, passa beaucoup de temps à l'usine de Stratford, avec les pilotes d'essai. Les problèmes relevés sur les premiers modèles furent résolus et la production du F4U-1 augmenta rapidement, passant de 75 par mois à 235 en décembre 1943. Mais l'usine de Stratford ne parvenait pas à répondre à la demande, si bien que cet appareil fut également construit par Goodyear Aircraft à Akron, et Brewster Aeronautical à Long Island City. Pendant la guerre, 12 586 exemplaires du F4U Corsair furent construits, dont 7 829 par l'usine de Stratford.

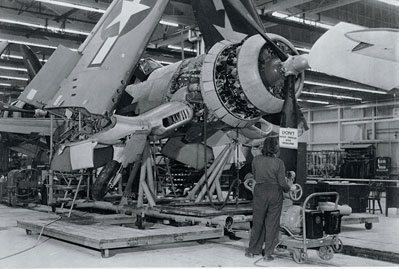
Un F4U-1 Corsair en construction à Stratford en 1944.
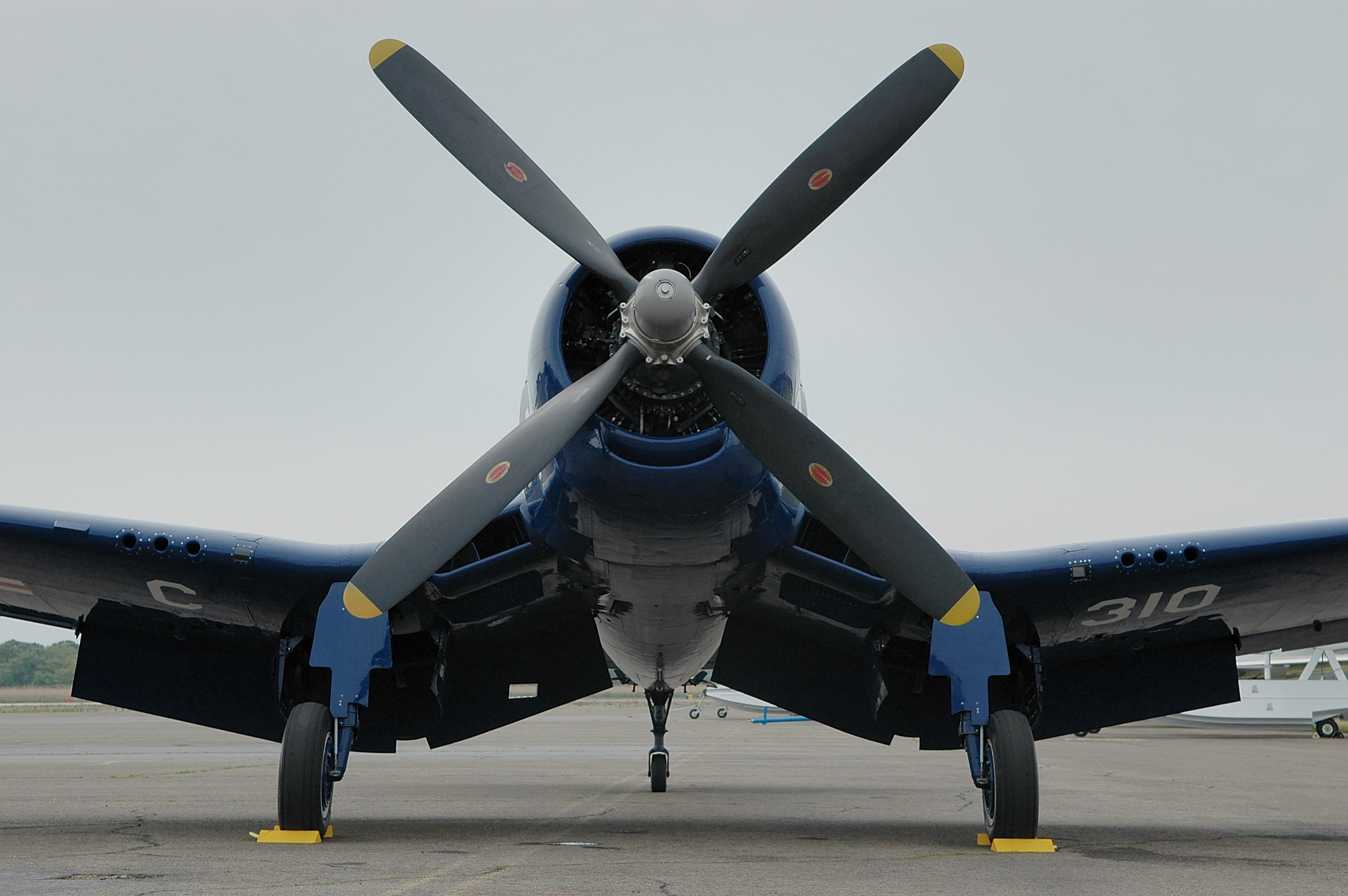
L'avant-dernier F4U-1 Corsair construit à Stratford.

Vought mit également au point le prototype d'un nouveau bombardier torpilleur pour l'US Navy, le XTBU-1 Sea Wolf, qui vola le 20 décembre 1941. La Navy envisagea d'abord d'en commander 1 000, mais comme l'usine de Stratford était entièrement occupée par la fabrication du Corsair, c'est Consolidated Aircraft qui s'en chargea, à Allentown (Pennsylvanie).
Après la Seconde Guerre mondiale, deux appareils étaient en fabrication à Stratford : le F4U Corsair, qui s'était brillamment illustré pendant la guerre, et le F6U-l Pirate. L'effectif de l'usine était retombé à 3 600 travailleurs. En 1946, l'US Navy proposa à Chance Vought Aircraft de quitter Stratford pour une vaste usine inoccupée, construite pendant la guerre à Dallas (Texas) et dont elle était propriétaire. Il s'agissait également d'éviter que les deux principaux fournisseurs d'avions de la Navy — l'autre étant Grumman — soient installés à proximité l'un de l'autre, sur la côte Est.
Le déménagement de l'usine Chance Vought de Stratford commença en septembre 1948 et s'acheva vers le milieu de l'année 1949. Plus de 1 300 salariés et leur famille ainsi que 22 000 tonnes d'équipements, dont 2 000 machines, quittèrent le Connecticut en plusieurs vagues afin de perturber le moins possible la production. L'ampleur exceptionnelle de cette opération incita la Metro-Goldwyn-Mayer à en faire le sujet d'un film, Yankee in Texas, avec l'acteur Spencer Tracy dans le rôle principal. Mais le projet ne vit jamais le jour en raison de la campagne menée par le gouverneur du Connecticut, Chester Bowles — aussi fondateur de l'agence de publicité Benton & Bowles —, inquiet des possibles retombées négatives du film pour l'image de son État.

### Avco

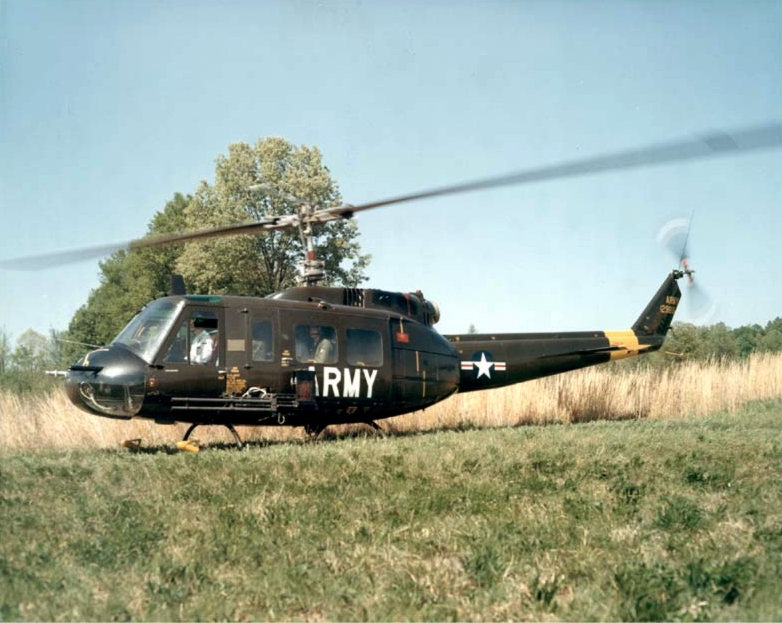
Un hélicoptère "Huey".

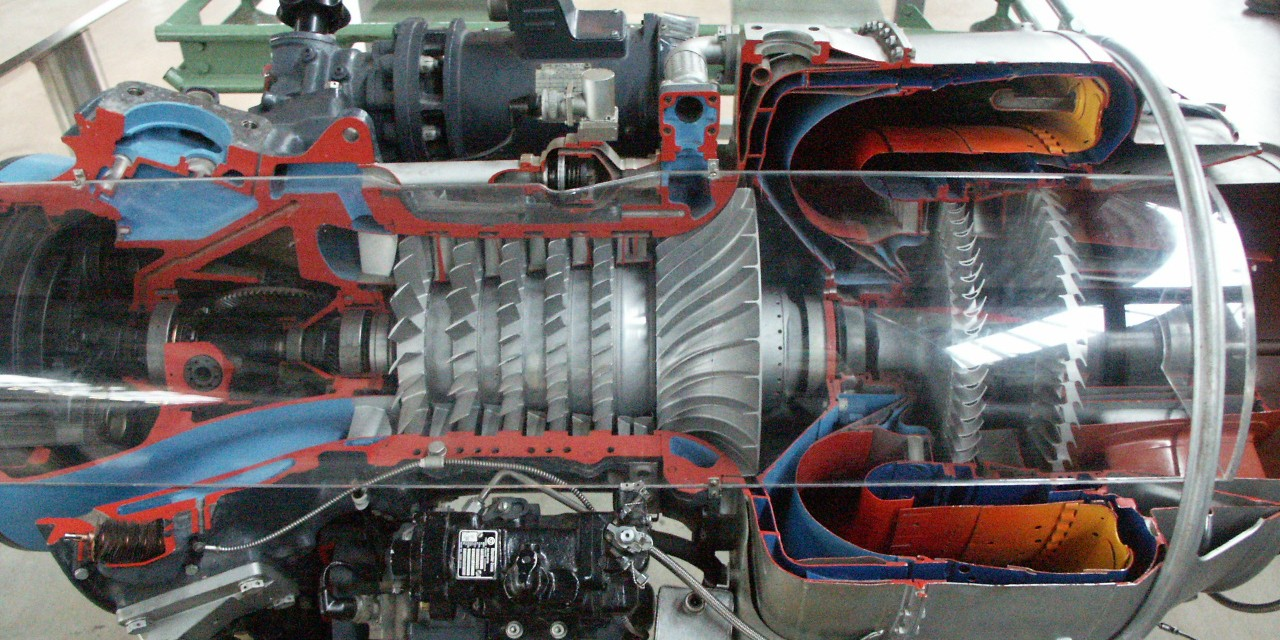
Un turbomoteur Lycoming T-53.

Ce déménagement laissa l'usine de Stratford sans activité. Peu après, un débordement du fleuve Housatonic inonda l'usine qui fut sérieusement endommagée. En 1951, l'US Air Force acheta le site à la Navy et le renomma « Air Force Plant 43 ». Son exploitation fut confiée à la firme Avco, qui la fit gérer par sa filiale Lycoming Engines  (Bridgeport Lycoming Division, plus tard Avco Lycoming Stratford Division) dans le but de construire le moteur en étoile Wright R-1820 et les éléments principaux du turboréacteur General Electric Aviation J47 destiné entre autres au F-86 Sabre, qui était assemblé dans l'usine General Electric d'Evendale, dans l'Ohio.
Avco dut remettre en état le site, dégradé par les eaux, et élever des digues. Les ateliers furent considérablement agrandis et reçurent de nouvelles machines pour la fabrication de moteurs d'avions. À la fin des années 1950, l'usine Avco de Stratford commença la fabrication de moteurs à turbines Lycoming T-53 pour hélicoptères, les moteurs à pistons demeurant en fabrication dans l'usine Avco de Williamsport (Pennsylvanie). Le Lycoming T-53 fut une des plus belles réussites d'Avco, équipant notamment le Bell UH-1 Iroquois ou Huey, le modèle d'hélicoptère le plus fabriqué au monde.
La fabrication de moteurs d'avions et d'hélicoptères connut de fortes variations, au gré des commandes militaires. La guerre de Corée assura d'abord des commandes importantes à l'usine, qui connut au contraire des vagues de licenciements en 1957 et 1958. Le personnel comptait environ 6 500 personnes en 1959. À partir de 1961, l'activité redémarra en raison d'importantes commandes d'hélicoptères Huey, Cobra et Bell, largement employés pendant la guerre du Viêt Nam, et dont les moteurs étaient fabriqués à Stratford. La production atteignit 350 moteurs par mois. Les moteurs revenaient ensuite à l'usine pour la maintenance et les réparations.
L'effectif de l'usine culmina à la fin de 1969 et au début de 1970 avec 12 000 travailleurs, qui faisaient les 3 x 8. L'usine travaillait sept jours sur sept. La main-d'œuvre, jusque-là essentiellement masculine, blanche et fortement syndiquée, se féminisa. Les salaires étaient nettement inférieurs à ceux de la plupart des autres entreprises du secteur aérospatial de même que les prestations sociales offertes. L'usine Avco de Stratford connut des relations sociales tendues dans les années 1960 et détenait probablement un record national pour le nombre de grèves « sauvages » (illégales), particulièrement fréquentes avec l'équipe de nuit. Les motifs de ces conflits étaient les rémunérations, les classifications, les déplacements arbitraires de travailleurs d'un atelier à l'autre avec perte de revenu, etc. Ces grèves culminèrent en 1967, puis les choses se calmèrent en raison d'une réorganisation du syndicat.

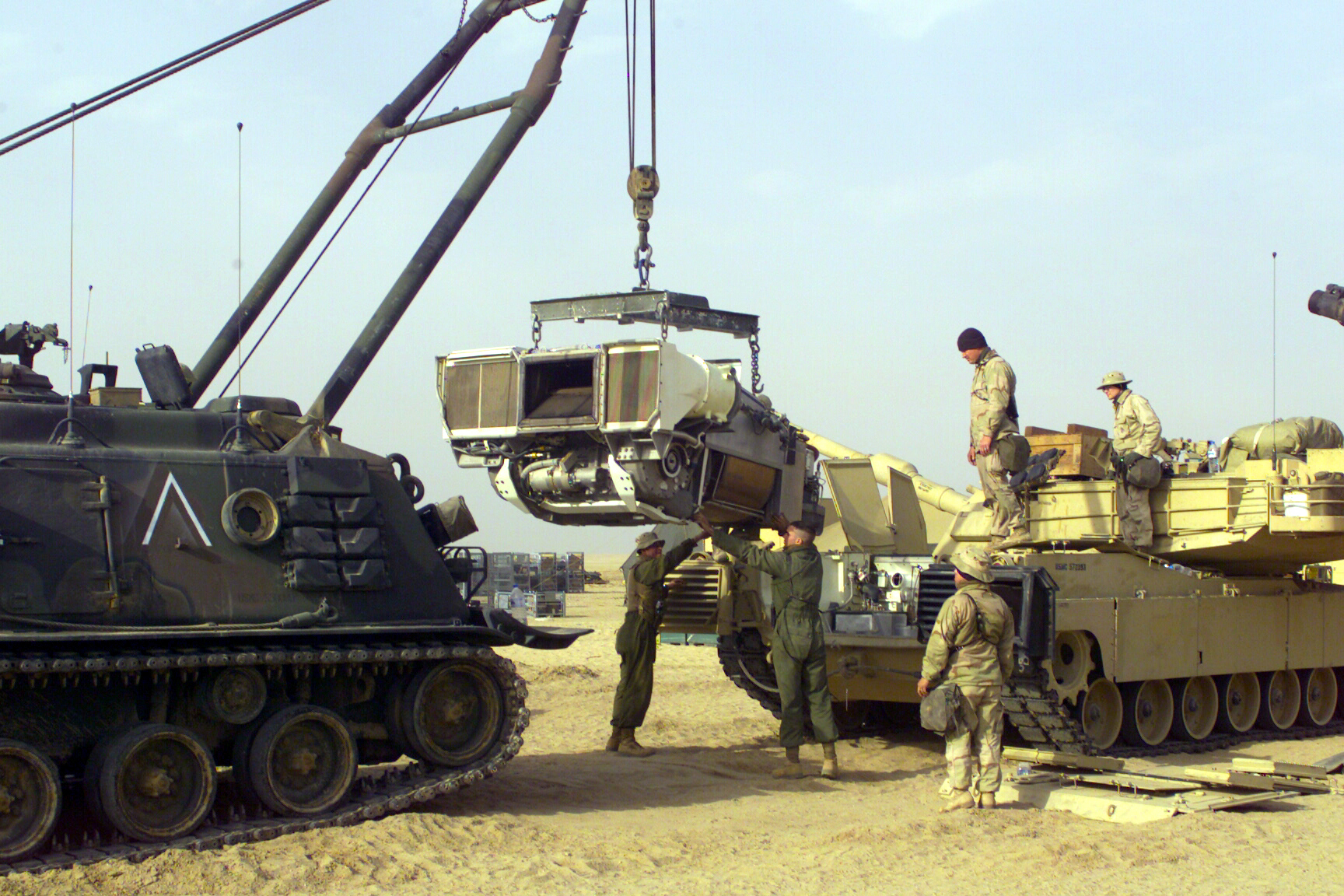
Changement du moteur d'un char M1 Abrams.

La fin de la guerre du Viêt Nam entraîna un effondrement de l'activité de l'usine et de son effectif, qui tomba à 3 000 travailleurs en 1972. Beaucoup de salariés hautement qualifiés éprouvèrent les plus grandes difficultés à retrouver un travail équivalent dans le sud du Connecticut. Avco avait vainement tenté de développer une activité commerciale — vente de moteurs à des firmes privées —, ce qui s'avéra impossible car l'usine était la propriété de l'État fédéral.
En 1976, un moteur d'Avco fut choisi pour équiper le nouveau char de bataille M1 Abrams de Chrysler. Dérivé d'un moteur à turbines d'hélicoptère, le moteur Avco Lycoming AGT-1500 était deux fois moins lourd qu'un moteur diesel pour des performances supérieures. La propriété de l'usine passa de l'US Air Force à l'armée de terre des États-Unis via le Corps du génie de l'armée des États-Unis, qui la renomma « Stratford Army Engine Plant » (Usine de moteurs de l'Armée de Stratford). Elle fut alors gérée par le Tank-automotive and Armaments Command (TACOM) (depuis renommé en United States Army TACOM Life Cycle Management Command (en)) du United States Army Materiel Command. La fabrication de ces moteurs commença en 1978 et plus de 11 000 AGT-1500 furent fabriqués au total.
L'usine Avco connut alors une nouvelle période d'intense activité jusque vers 1990-1991, produisant 120 moteurs de char par mois. Certains mois, les objectifs de production n'étaient pas atteints et l'Armée menaçait de faire appel à un second fournisseur pour ces moteurs, d'où un actif lobbying des représentants du Connecticut au Congrès et du syndicat. L'effectif de l'usine atteignit 5 207 personnes en août 1982 et environ 7 000 au milieu des années 1980, mais les licenciements commencèrent en 1992, et devinrent massifs en 1994.
En 1984, la firme Avco Corporation, exploitant de l'usine, avait été achetée par Textron, de Providence (Rhode Island). Rien ne changea dans l'usine jusqu'en 1994. Textron céda la fabrication des moteurs — pas l'usine — à Allied Signal Engines, une division d'Allied Signal Inc., un constructeur de petits moteurs d'avions de Phoenix (Arizona). Cette firme tenta de transférer la production réalisée à Stratford vers son usine de Phoenix. Cette opération fut rejetée par les experts militaires, qui la jugèrent beaucoup trop coûteuse et le Base Realignment and Closure de 1995 décida la fermeture du site. Finalement, après une dernière vague massive de licenciements en 1997, l'usine fut fermée le 30 septembre 1998.
La Stratford Army Engine Plant (SAEP) s'étendait à l'extrême sud de la ville de Stratford, sur un site de 47,3 hectares, au bord du fleuve Housatonic. Au moment de sa fermeture, le site comportait 58 bâtiments couvrant une surface de 158 000 m2 de bureaux, ateliers, entrepôts, etc..

## Reconversion du site
À la fermeture de l'usine en 1998, un musée comprenant 6 des bâtiments, le Connecticut Air and Space Center (en), ayant une collection d'aéronefs et de moteurs d'avions et racontant l'historique du site a été ouvert.
Le site appartient toujours au gouvernement américain qui tente, avec les administrations locales, de le réhabiliter. Le promoteur immobilier Robert Hartmann a déposé en octobre 2010 un projet d'une valeur d'un milliard de dollars pour le transformer en destination resort et créer, selon lui, 8 000 emplois mais le terrain est toujours à la vente au 28 avril 2011.

### Sources
- Philip Shiman, Forging the sword : defense production during the Cold War, USACERL Special Report 97/77, juillet 1997.
- Rosanna Brooks, « Army drive for second tank source given new impetus », American Metal Market, 18 juin 1984.
- (en) Vought à Stratford
- (en) Stratford Army Engine Plant sur Global Security
- (en) Histoire de Vought et Sikorsky à Stratford
- (en) Interview d'un ancien syndicaliste d'Avco.